# 高山柏
高山柏（学名：[Sabina squamata] 错误：{{Lang}}：文本有斜体标记（帮助）），又名粉柏，为柏科圆柏属的植物。分布于缅甸、台湾以及中国大陆的陕西、湖北、福建、云南、甘肃、四川、西藏、安徽、贵州等地，生长于海拔1,600米至4,000米的地区，常生长在高山、针阔混交林中、灌丛中、高山灌丛、高山柳杜鹃灌丛中、山坡针阔混交林中、阳坡山谷、疏林中、山坡、阳坡、高山裸露石缝、开阔山坡、草坡、山谷陡坡灌丛、山坡林中及针叶林中，目前尚未由人工引种栽培。

## 别名
大香桧（中国树木分类学），岩刺柏（峨眉植物图谱），陇桧、鳞桧（中国裸子植物志），山柏、藏柏、香青、刺柏、团香（四川），浪柏、柏香（西藏）

## 异名
- Juniperus squamata Lambert var. morrisonicola (Hayata) H. L. Li et H. Keng
- Sabina lemeeama Lax et Blin
- Sabina squamata (Buch.-Ham.) Ant. cv. Meyeri
- Sabina squamata (Buch.-Ham.) Ant. var. wilsonii (Rehd.) Cheng et L. K. Fu